# Eulophus nitidulus
Eulophus nitidulus är en stekelart som beskrevs av Christian Gottfried Daniel Nees von Esenbeck 1834. Eulophus nitidulus ingår i släktet Eulophus och familjen finglanssteklar.
Artens utbredningsområde är Tyskland. Inga underarter finns listade i Catalogue of Life.